# Huyện Dhaka
Dhaka là một huyện thuộc division Dhaka, Bangladesh. Huyện này có diện tích 1464 km², dân số năm 2002 là 8575533 người, mật độ dân số là 5858 người/km².